# Snowboard-Juniorenweltmeisterschaften 1999
Die 3. FIS Snowboard-Juniorenweltmeisterschaften fanden am 27. und 28. Februar 1999 auf der Seiser Alm statt. Ausgetragen wurden Wettkämpfe im Parallel-Riesenslalom und Halfpipe.

## Medaillenspiegel
| Platz | Land       | Gold | Silber | Bronze | Gesamt |
| ----- | ---------- | ---- | ------ | ------ | ------ |
| 1     | Österreich | 1    | 1      | 0      | 2      |
| 1     | Frankreich | 1    | 1      | 0      | 2      |
| 3     | Schweden   | 1    | 0      | 2      | 3      |
| 4     | Schweiz    | 1    | 0      | 0      | 1      |
| 5     | Norwegen   | 0    | 1      | 1      | 2      |
| 6     | Polen      | 0    | 1      | 0      | 1      |
| 7     | Kanada     | 0    | 0      | 1      | 1      |
|       | Gesamt     | 4    | 4      | 4      | 12     |

## Ergebnisse Frauen

### Parallel-Riesenslalom
| Platz | Land        | Sportlerin          |
| ----- | ----------- | ------------------- |
| 1     | Österreich  | Nina Schlegel       |
| 2     | Polen       | Małgorzata Kukucz   |
| 3     | Schweden    | Sara Fischer        |
| 4     | Österreich  | Manuela Pohl        |
| 5     | Italien     | Michaela Steiner    |
| 6     | Frankreich  | Julie Pomagalski    |
| 7     | Österreich  | Sabine Wutscher     |
| 8     | Niederlande | Nicolien Sauerbreij |
| 9     | Österreich  | Katrin Winkler      |
| 10    | Deutschland | Stephanie Berchtold |

Datum: 27. Februar 1999

Es waren 35 Teilnehmerinnen am Start.

Weitere Teilnehmerinnen aus deutschsprachigen Ländern:

 Rebekka von Känel: 18. Platz

 Romy Pletzer: 21. Platz

 Sabrina Di Iorio: 25. Platz

### Halfpipe
| Platz | Land               | Sportlerin                   |
| ----- | ------------------ | ---------------------------- |
| 1     | Schweiz            | Fabienne Reuteler            |
| 2     | Norwegen           | Kjersti Buaas                |
| 3     | Schweden           | Anna Olosson                 |
| 4     | Vereinigte Staaten | Karla Gemparowski            |
| 5     | Schweden           | Sophia Bergdahl              |
| 6     | Kanada             | Kim Dunn                     |
| 7     | Schweden           | Karolina Berglöw-Gabrielsson |
| 8     | Kanada             | Lyndsay McAlpine             |

Datum: 28. Februar 1999

Es waren 24 Teilnehmerinnen am Start.

## Ergebnisse Männer

### Parallel-Riesenslalom
| Platz | Land       | Sportler           |
| ----- | ---------- | ------------------ |
| 1     | Frankreich | Charlie Cosnier    |
| 2     | Österreich | Andreas Prommegger |
| 3     | Kanada     | Ryan Wedding       |
| 4     | Frankreich | Alexandre Buros    |
| 5     | Frankreich | Sebastien Frank    |
| 6     | Österreich | Lukas Prem         |
| 7     | Russland   | Dmitri Waitkus     |
| 8     | Schweiz    | Jonas Imboden      |
| 9     | Österreich | Lukas Grüner       |
| 10    | Italien    | Robert Trakofler   |

Datum: 27. Februar 1999

Es waren 67 Teilnehmer am Start.

Weitere Teilnehmer aus deutschsprachigen Ländern:

 Marcel Hilfiker: 12. Platz

 Stefan Tenner: 14. Platz

 Gerhard Unterkofler: 18. Platz

 Sascha Duff: 19. Platz

 Philipp Behr: 22. Platz

 Benjamin Sokopf: 26. Platz

 Raphael Geisreiter: 27. Platz

 Roland Flatschacher: 38. Platz

 Ralph Bussler: 44. Platz

 Alexander von Strichwitz: 46. Platz

 Christian Kühme: 58. Platz

 Stefan Maier: 61. Platz

### Halfpipe
| Platz | Land       | Sportler                |
| ----- | ---------- | ----------------------- |
| 1     | Schweden   | Hampus Mosesson         |
| 2     | Frankreich | Jonathan Collomb-Patton |
| 3     | Norwegen   | Espen Arvesen           |
| 4     | Schweden   | Stefan Karlsson         |
| 5     | Schweden   | Jonas Haggström         |
| 6     | Japan      | Daisuke Murakami        |
| 7     | Japan      | Takaharu Nakai          |
| 8     | Schweden   | Markus Jonsson          |

Datum: 28. Februar 1999

Es waren 54 Teilnehmer am Start.

Weitere Teilnehmer aus deutschsprachigen Ländern:

 Christophe Schmidt: 24. Platz

 Tom Beier: 25. Platz

 Björn Hartweger: 28. Platz